# Jinseong
Jinseong, född 865, död 897, var regerande drottning av Silla i Korea från 887 till 897. Hon var Sillas 51:a monark och dess tredje av kvinnligt kön, och Koreas sista kvinnliga monark. Hennes regeringstid avslutades i Sillas splittring.

## Biografi
Jinseong efterträdde sin barnlöse bror på tronen 887. Hon beskrivs som en godhjärtad monark utan girighet, men har också omtalats för sina kärleksaffärer. Under hennes regeringstid slutade administrationen fungera och två stora uppror bröt ut vars ledare etablerade egna riken och alltså splittrade Koreahalvön i tre riken.
Jinseong adopterade sin brors illegitime son till tronarvinge 895 och abdikerade 897 till hans förmån och avled senare samma år. 